# Dublă enigmă
Dublă enigmă (în engleză The Dark Mirror) este un film american de genul thriller psihologic din 1946, regizat de Robert Siodmak și avându-i în rolurile principale pe Olivia de Havilland ca cele două gemene și pe Lew Ayres ca psihiatrul lor. Filmul marchează revenirea lui Ayres în cinematografie în urma obiecțiilor de conștiință față de serviciul în cel de-al doilea război mondial. De Havilland a devenit atât de prinsă în rol, încât a insistat ca toți actorii din film să consulte un psihiatru. Filmul anticipează drama psihologică The Three Faces of Eve (1957) a producătorului și scenaristului Nunnally Johnson. Povestea originală a lui Vladimir Pozner pe care se bazează filmul a fost nominalizată la Premiul Oscar. 

## Rezumat
Acest thriller psihologic relatează  povestea unei perechi de gemene identice, una iubitoare și drăguță și cealaltă cu tulburări psihice severe. Un medic este ucis și martorii o identifică pe una dintre gemene ca fiind persoana pe care au văzut-o având o altercație cu victima cu scurt timp înainte de moartea sa. Detectivul care investighează cazul nu poate stabili care dintre cele două gemene a făcut crima, deoarece martorii nu pot să le deosebească, iar una dintre ele are un alibi, dar niciuna dintre ele nu vrea să spună al cui este alibiul. 
Polițiștii solicită asistența unui medic care studiază psihologia gemenilor pentru a-i ajuta să rezolve acest caz. Dar medicul se îndrăgostește de cea iubitoare, iar cealaltă încearcă să-l ucidă. O cacealma pusă la cale de polițiști cu ajutorul uneia dintre gemene o face pe geamăna criminală să se descopere ca adevărata ucigașă.

## Distribuție
- Olivia de Havilland - gemenele Terry și Ruth Collins
- Lew Ayres - Dr. Scott Elliott
- Thomas Mitchell - Lt. Stevenson
- Richard Long - Rusty
- Charles Evans - avocatul districtual Girard
- Garry Owen - Franklin (ca Gary Owen)
- Lela Bliss as Mrs. Didriksen
- Lester Allen - George Benson

## Recepție critică
Atunci când filmul a fost lansat, revista Variety i-a dat filmului o recenzie mixtă, scriind: "Dublă enigmă rulează gamă completă de teme aflate în prezent în vogă la box office - de la psihiatrie la romantism apoi înapoi la identitate dublă și crimă misterioasă. Dar, în ciuda ingredientelor individual puternice, amestecul nu este prea reușit... Lew Ayres este distribuit în rolul său familiar de medic - un specialist în gemeni identici. Puțin mai în vârstă și purtând mustață, Ayres păstrează încă o mare parte din sinceritatea lui băiețească atrăgătoare. Dar în clinciurile romantice, Ayres este rigid și pare ușor jenat.".
Bosley Crowther, critic de film pentru The New York Times, a fost și el critic, scriind: "Dublă enigmă, ca și multe altele de acest fel, suferă din lipsa de ingeniozitate a autorului său pentru a rezolva puzzle-ul într-o manieră satisfăcătoare. Ca și în filmul său anterior și superior, The Woman in the Window, dr. Johnson rezolvă problema cu puțină șmecherie, care nu-i pune în valoare măiestria.
Criticului de film Dennis Schwartz i-a plăcut filmul și a scris: "Siodmak merită mari laude pentru păstrarea melodramei agreabile și inteligente atunci când se ocupă atât cu efectul dublurilor, cât și cu rivalitatea între surori; el o face mai bine decât modul în care majoritatea filmelor au acoperit aceste subiecte, arătând că gemenii identici ar putea arăta la fel, dar au atitudini psihologice diferite".

## Remake
În anul 1984 s-a făcut o versiune a filmului pentru televiziune, cu Jane Seymour în rolul gemenelor și Vincent Gardenia în rolul polițistului.